# Понте Гамбино (Парма)
Понте Гамбино је насеље у Италији у округу Парма, региону Емилија-Ромања.
Према процени из 2011. у насељу је живело 73 становника. Насеље се налази на надморској висини од 67 м.